# Col Stevens
Pour les articles homonymes, voir Stevens.
Le col Stevens (Stevens Pass en anglais) est un col de montagne dans la chaîne des Cascades, situé à 1 236 mètres d'altitude, dans l'État de Washington, aux États-Unis.